# Sagamibaai

De Sagamibaai (roze)

Sagamibaai (Japans: 相模湾, Sagami-wan), ook bekend als Sagamigolf of Sagamizee, is een baai ten zuiden van de prefectuur Kanagawa in Honshu, centraal Japan. De baai wordt omringd door het schiereiland Miura in het oosten, het schiereiland Izu in het westen en de kustlijn van Shonan in het noorden. De baai ligt ongeveer 40 kilometer ten zuidwesten van Tokio. Grote steden rondom de baai zijn Odawara, Chigasaki, Fujisawa, Hiratsuka, Ito en Kamakura.

## Geschiedenis
Het epicentrum van de Kanto-aardbeving uit 1923 lag in de Samagibaai, diep onder het eiland Izu Oshima. Het ondiepe water van de baai gecombineerd met de ligging heeft meerdere malen bijgedragen aan het ontstaan van tsunami’s die de kust van Shonan troffen, waaronder de grote tsunami van 1498.

## Milieu
Het water van de Samagibaai wordt verwarmd door een tak van de Kuroshio, waardoor er zeeleven voorkomt dat doorgaans alleen in zuidelijker gelegen gebieden wordt gevonden. Tevens geeft dit het land om de baai een mild klimaat. De maximale diepte van de baai is 1500 meter.
Organismen uit sub-arctische regio’s komen ook voor in de baai, wat resulteert in een grote biodiversiteit. De baai is om die reden een vast onderzoeksgebied van onderzoekers van de Universiteit van Tokio en het Japan Agency for Marine-Earth Science and Technology (JAMSTEC).
In 2004 bleken bodemmonsters uit de baai radioactieve vervuiling te bevatten, afkomstig van de kernproeven gehouden in Bikini van 1946 tot 1958.